# 就業及退休保障大臣
國王陛下首席就業及退休保障大臣（英語：His Majesty's Principal Secretary of State for Work and Pensions），簡稱「就業大臣」，是英國政府的內閣大臣之一，負責掌管就业和养老金部。
現任就業及退休保障大臣是簡麗詩，自2024年7月5日就任。

## 職責
就業及退休保障大臣的職務等同其他國家的勞工部長，具體包括：
- 支援勞動人口、家庭與幼童和殘疾人士[2]，以及
- 監管僱主和英国国家养老金